# Javornice (Dub)
Javornice je malá vesnice, část městyse Dub v okrese Prachatice v Jihočeském kraji. Nachází se asi 2,5 kilometru severně od Dubu. Je zde evidováno 34 adres. V roce 2011 zde trvale žilo 42 obyvatel.
Javornice leží v katastrálním území Javornice u Dubu o rozloze 3,79 km².

## Historie
První písemná zmínka o vesnici pochází z roku 1274.

## Obyvatelstvo
| Rok            | 1869 | 1880 | 1890 | 1900 | 1910 | 1921 | 1930 | 1950 | 1961 | 1970 | 1980 | 1991 | 2001 | 2011 | 2021 |
| -------------- | ---- | ---- | ---- | ---- | ---- | ---- | ---- | ---- | ---- | ---- | ---- | ---- | ---- | ---- | ---- |
| Počet obyvatel | 223  | 242  | 236  | 207  | 213  | 217  | 173  | 133  | 110  | 93   | 77   | 53   | 52   | 43   | 41   |
| Počet domů     | 32   | 34   | 34   | 34   | 34   | 33   | 35   | 29   | 28   | 23   | 22   | 27   | 31   | 32   | 34   |

## Obecní správa
Při sčítání lidu v letech 1850–1920 Javornice byla osadou obce Tourov v okrese Písek. V letech 1921–1962 byla samostatnou obcí, se kterým patřila nejprve do okresu Písek, ale od roku 1950 v okrese Prachatice. Od roku 1963 je částí městyse Dub v okrese Prachatice.

## Pamětihodnosti
- Výklenková kaplička Panny Marie, na jižním okraji vesnice při silnici do Dubu
- Sýpka usedlosti čp. 9